# 阿斯特拉罕卡 (北哈薩克斯坦州)
阿斯特拉罕卡（羅馬化：Astrakhanka）是哈薩克斯坦北哈薩克斯坦州阿凱因區阿斯特拉罕卡縣內的村莊及該縣的行政中心，距離區府斯米爾諾沃約10公里，2009年人口總數為842人。